# Cissampelos tenuipes
Cissampelos tenuipes är en tvåhjärtbladig växtart som beskrevs av Adolf Engler. Cissampelos tenuipes ingår i släktet Cissampelos och familjen Menispermaceae. Inga underarter finns listade i Catalogue of Life.